# Artemisia fauriei
Artemisia fauriei — вид квіткових рослин з родини айстрових (Asteraceae). Поширення: Північно-Центральний і Південно-Східний Китай, Корея, Японія. Населяє прибережні пляжі, піщані береги морських та річкових гирл; поблизу рівня моря.

## Біоморфологічна характеристика
Це багаторічна трав'яниста рослина заввишки 20–40 см, корінь поодинокий; більша частина сіра та павутино-повстяна, гола. Прикореневе листя ± у розетці, незабаром в'яне; ніжка 5–13 см; листова пластинка яйцеподібна або широкояйцеподібна, 11–18 × 8–16 см, 3- або 4-перисторозсічена; часточки ниткоподібні, (10)15–30 × 0.5–1.5 мм. Середнє та верхнє стеблове листя: листова пластинка широкояйцеподібна, 3–5 × 3–5 см, 2- або 3-перисторозсічена; сегментів 3 або 4 пари; часточки ниткоподібні, 5–15 × 0.5–1.5 мм. Найбільш верхнє листя та листоподібні приквітки 3–5-перисто-розсічені або цілі; лопаті цільного листя 1–3 см. Синцвіття — волоть з висхідними головними гілками та багатьма короткими бічними суцвіттями. Квіткові голови пониклі, на ніжках. Обгортка яйцеподібна або оберненояйцеподібна, 2–3(4) мм у діаметрі. Крайових жіночих квіточок 2–5. Дискових квіточок 8–15, двостатеві. Сім'янка оберненояйцеподібна, злегка стиснута. Цвітіння та плодіння: серпень — жовтень.